# 山形県道18号山形朝日線
山形県道18号山形朝日線（やまがたけんどう18ごう やまがたあさひせん）は、山形県山形市から西村山郡朝日町に至る県道（主要地方道）である。

## 概要
山形市の中心部である市役所付近から、山形駅付近を通り、西に向かって山辺町、朝日町に至る。この路線は、朝日町から山形への最短ルートとなっているが、冬期は山道で勾配がきつい。山形市の市街地付近では、大手町商店街や城南商店街などが沿線に開ける。西廻りバイパスや、東北中央自動車道に接続するICがある。
山辺町から朝日町間はかつては車のすれ違いがなかなかできない狭い道路だった。かつては朝日町宮宿から山形まで路線バスが走っていた（現在は山交バスの路線バス廃止で山辺町営バスが大蕨-山辺駅間で運行）。

### 路線データ
- 陸上距離：27.6km[1][出典無効]
- 起点：山形市旅篭町（国道112号交点）
- 終点：西村山郡朝日町四ノ沢（国道287号交点）

## 歴史
- 1993年（平成5年）5月11日 - 建設省から、県道山形朝日線が山形朝日線として主要地方道に指定される[2]。

## 路線状況

### 重複区間
- 山形県道271号下原山形停車場線（山形市香澄町 - 城南町3丁目交差点）
- 山形県道143号中山三郷寒河江線（朝日町送橋 - 古槇）

### 名称・愛称
- 山辺街道（山辺町 - 朝日町）

### 橋梁
- 城南跨線橋（山形市、奥羽本線）
- 三河橋（山形市、須川）

### トンネル
- 鳥海トンネル（東村山郡山辺町）

## 地理

### 通過する自治体
- 山形市
- 東村山郡山辺町
- 西村山郡朝日町

### 交差する道路
山形市
- 国道112号
- 山形県道271号下原山形停車場線
- 山形県道51号山形上山線
- 山形県道49号山形山辺線
- E13 東北中央自動車道・山形中央IC

東村山郡山辺町
- 山形県道49号山形山辺線
- 国道458号（山辺町山辺、大寺）

西村山郡朝日町
- 山形県道143号中山三郷寒河江線
- 国道287号

### 沿線の施設など
- 最上義光歴史館
- NHK山形放送局